# François Fonlupt
François Marie Aimé Marius Fonlupt (Allègre, 20 dicembre 1954) è un arcivescovo cattolico francese, dall'11 giugno 2021 arcivescovo di Avignone.

## Biografia
È nato ad Allègre, nel dipartimento dell'Haute-Loire, nel 1954.

### Formazione e ministero sacerdotale
Ha compiuto gli studi secondari presso il collegio Massillon di Clermont-Ferrand, in seguito è entrato nel seminario maggiore di Clermont-Ferrand.
È stato ordinato sacerdote per la diocesi di Clermont il 25 marzo 1979. È quindi stato nominato vicario e cappellano dei licei ad Issoire fino al 1986, quando è diventato cappellano nazionale della Gioventù femminile cristiana indipendente. Nel frattempo riprende gli studi presso l'Istituto cattolico di Parigi.
Nel 1990 è tornato a Puy-de-Dôme, dove ha prestato servizio in diverse parrocchie e negli organismi diocesani.
Nel 2005 è stato nominato vicario episcopale per i decanati rurali, la formazione, la catechesi e il catecumenato e per il dialogo interreligioso, incarichi mantenuti fino alla nomina episcopale.

### Ministero episcopale
Il 2 aprile 2011 papa Benedetto XVI lo ha nominato vescovo di Rodez, in seguito alla rinuncia di Bellino Giusto Ghirard per raggiunti limiti d'età. Ha ricevuto la consacrazione episcopale il 5 giugno successivo nella cattedrale di Rodez dalle mani dell'arcivescovo Robert Le Gall, arcivescovo metropolita di Tolosa, co-consacranti Hippolyte Simon, arcivescovo metropolita di Clermont, e lo stesso Bellino Giusto Ghirard. Durante la stessa celebrazione ha preso possesso della diocesi.
Nel dicembre 2012 ha compiuto la visita ad limina.
L'11 giugno 2021 papa Francesco lo ha nominato arcivescovo di Avignone, succedendo a Jean-Pierre Cattenoz, dimessosi l'11 gennaio precedente per raggiunti limiti d'età. Si è insediato nella cattedrale di Notre-Dame-des-Doms ad Avignone l'11 luglio seguente, alla presenza di Jean-Marc Aveline, arcivescovo metropolita di Marsiglia, e di Celestino Migliore, nunzio apostolico in Francia.
Nel settembre 2021 compie nuovamente la visita ad limina.

## Genealogia episcopale
La genealogia episcopale è:
- Cardinale Scipione Rebiba
- Cardinale Giulio Antonio Santori
- Cardinale Girolamo Bernerio, O.P.
- Arcivescovo Galeazzo Sanvitale
- Cardinale Ludovico Ludovisi
- Cardinale Luigi Caetani
- Cardinale Ulderico Carpegna
- Cardinale Paluzzo Paluzzi Altieri degli Albertoni
- Papa Benedetto XIII
- Papa Benedetto XIV
- Papa Clemente XIII
- Cardinale Marcantonio Colonna
- Cardinale Giacinto Sigismondo Gerdil, B.
- Cardinale Giulio Maria della Somaglia
- Cardinale Carlo Odescalchi, S.I.
- Vescovo Eugène de Mazenod, O.M.I.
- Cardinale Joseph Hippolyte Guibert, O.M.I.
- Cardinale François-Marie-Benjamin Richard
- Vescovo Marie-Prosper-Adolphe de Bonfils
- Cardinale Louis-Ernest Dubois
- Cardinale Georges-François-Xavier-Marie Grente
- Arcivescovo Marcel-Marie-Henri-Paul Dubois
- Cardinale François Marty
- Cardinale Paul Poupard
- Arcivescovo Robert Jean Louis Le Gall, O.S.B.
- Arcivescovo François Marie Aimé Marius Fonlupt